# Berberis honanensis
Berberis honanensis är en berberisväxtart som beskrevs av Ahrendt. Berberis honanensis ingår i släktet berberisar, och familjen berberisväxter. Inga underarter finns listade i Catalogue of Life.